# Resistencia Suburbana
Resistencia Suburbana fue un grupo de reggae y rock argentino, formado en Billinghurst, partido de San Martín, Provincia de Buenos Aires, Argentina, en el año 1993. Hasta su disolución en 2012

## Historia
Sus primeras prestaciones en una feria de Palomar. En el año 1996, editan «Cuentas Pendientes», su primer trabajo discográfico, grabado de forma completamente independiente. En el año 2000, editan «Resistencia + IVA», grabado y producido por  Goy en los estudios Kangrejoz Records de la banda mendocina Karamelo Santo , disco con el que comienzan a aumentar el número de seguidores en cada uno de sus shows. 
En el 2003, sale «La Unión Verdadera», una respuesta a un mundo que según ellos, está dividido por el odio y donde participan reconocidos músicos argentinos como Pity Álvarez, cantante y guitarrista de las bandas de rock Viejas Locas e Intoxicados. En el álbum incluyen una canción llamada «Estamos cada vez más Yankis», en el cual critican la inclusión de términos en inglés en el lenguaje cotidiano argentino. Debido al constante crecimiento de la banda, en el año 2004, deciden compilar sus dos primeros discos en uno solo y relanzarlos bajo el nombre de «Cuentas pendientes, Palabras Poderosas», agregándole una versión en castellano de «Iron Lion Zion», la legendaria canción de Bob Marley. 
En 2006, publican el disco «Cosas que nadie oía», destacando el tema «Por cultivar marihuana». El 24 de noviembre, hacen un gran recital en el teatro de Federico Lacroze, este recital marca un antes y un después en la banda ya que decidieron contratar a la productora Luxe Visuales para que los filmes y posteriormente lancen un DVD. Por último, esta banda se ha hecho popular más que nada gracias a la difusión de boca en boca de la gente, así como a través de Internet.
El DVD de resistencia Suburbana, llamado «Worrrsss !!!» fue editado y lanzado el 11 de enero, cuenta con veintitrés temas, en los cuales se incluyen dos covers: «Iron Lion Zion» de Bob Marley y «Bush Doctor», de Peter Tosh
El 9 de octubre de 2009, sale a la venta el último material de estudio de la banda titulado «Con la fuerza del mar» el cual fue presentado oficialmente en el micro Estadio Malvinas Argentinas, el 24 de octubre de ese mismo año.

## Letras
Resistencia Suburbana fue una banda de reggae contestatario que manifestaba con elocuencia la realidad, la lucha, el descontento popular y que tiraba por la ventana uno de los tópicos más comunes del género: No problem. Al cual ellos mismos transformaban en Sí problem. Consecuentemente con esta actitud, los integrantes de la banda se unían por una coincidencia ideológica: fuertes defensores de los derechos humanos, apoyan incondicionalmente la legalización de la marihuana. Autodefinidos como una banda luchadora y con mucha energía, se convirtieron en una de las agrupaciones más representativas y con mayor proyección de la escena del reggae argentino.

## Separación
El 23 de mayo de 2012, la voz del grupo, Luis Alfa, decidió dar un paso al costado por serias diferencias de criterio con los miembros del grupo y también por nuevas ambiciones en su futuro. Junto con el dejaron el grupo Traska (batería) y Uri Castellucci (teclado). Alfa señaló que está trabajando en un nuevo proyecto, junto a otros tres músicos "de gran talento y humildad". El nombre del nuevo grupo es "C4" que, según sus palabras, será la reivindicación del Reggae combativo.[cita requerida]

## Resistencia
Luego de la desvinculación del cantante, el nombre de la banda pasó a ser sólo "Resistencia" o también "Resistencia Reggae". La nueva formación incluye a gran parte de RS y la inclusión de Jose Conceiçao en batería. En 2014, con esta alineación, editaron la placa «Alma de hierro».

## Miembros
- Luis Alfa: Voz
- Fabián Leroux: Guitarra y coros
- Leandro Díaz: Bajo
- Walter Elias: Guitarras y coros
- Cristo: Teclados
- Cuchu: Percusión
- Dr. Traska: Batería
- Uri Castelluccio: Teclados

## Discografía

### Álbumes
- Cuentas pendientes (1996)[4]
- Resistencia + IVA (2000)
- La unión verdadera (2003)
- Cuentas pendientes - Palabras poderosas (2004)
- Cosas que nadie oía (2006)
- Con la fuerza del mar (2009)

### Como Resistencia
- Alma de hierro (2014)

### C4
- La verdad que no querían (2016)

### DVD
- Worrrsssss!!!! (2008)